# Самварана
Самварана  (санскр. संवरण; IAST: Saṃvaraṇa) — в индуистской мифологии — имя индийского царя из Лунной династии. Он сын Рекшы. Самварана также известен как Бхарата, что буквально означает «потомок Бхараты». Самварана женился на речной богине Тапати, и у них родился сын Куру, чьи потомки стали известны как Кауравы. Согласно Вамана-пуране, Самварана был назначен царём в молодом возрасте. Он учился у риши Васиштхи и стал набожным преданным Вишну.

## Легенды

### Правление
Говорят, что когда Самварана пришёл к власти, многие жители умерли от голода, засухи, бубонной чумы и других болезней. Затем его царство подверглось нападению со стороны Панчалы. В этих условиях воины, служащие Лунной династии, были разбиты вражеской армией. Царство Панчала с десятью аксохини победило народ царства Самвараны. Тогда Самварана бежал с женой, советниками и родственниками в лес, на берег реки Инд, которая находится у предгорий на западе. После того, как они прожили там долгое время, риши Васиштха пришёл навестить изгнанника и помог Самваране вернуть свое царство.

### Свадьба
Однажды Самварана охотился в лесу Вайбхраджа, назначив заместителем Васиштху. В лесу Самварана встречает группу апсар. Одну из них звали Тапати, она была дочерью бога Солнца Сурьи, и олицетворяла реку Тапти. Очарованный красотой Тапати, Самварана упал с лошади и потерял сознание. Несколько гандхарвов помогли ему, а затем доставили домой. С тех пор Самварана всё время думал о Тапати. Риши Васиштха знал это и удивлялся, что Самварана так и не женился на ней. Наконец мудрец пошёл к богу Сурье и попросил того выдать дочь замуж за Самварану. Сурья согласился. Риши Васиштха был сватом на свадьбе Самвараны и Тапати.

### Потомки
У Тапати и Самвараны родился сын по имени Куру. После смерти Самвараны Куру был назначен царём и освободил свое государство от власти врагов. Его имя сделало равнину Куруджангала (к востоку от Харьяны) известной по всему миру. Он совершил аскезу в месте под названием Курукшетра, и с тех пор это место свято и священно. Из рода Куру, согласно эпосу «Махабхарата», произошло множество царей, в том числе Пандавы и Кауравы.